# Ніч у барі
Ніч у барі — другий сингл співачки MamaRika з однойменного міні-альбому MamaRika, що вийшов 18 липня 2016 року. Композиція увібрала в себе риси соулу, джаз-фанку та легкої рок-музики.

## Відеокліп
Перша версія відео була завантажена 19 лютого 2016 року. Це було лірик-відео, де на фото зі співачкою відображався анімований текст.
5 грудня 2016 року на каналі співачки було розміщено офіційне відео до пісні, яке станом на кінець січня 2017 має 428 тис. переглядів. Посилання у відео було зроблене до моди 1970-х років. У кліпі взяли участь кілька учасників проекту Країна У.
На початку відео показано, як Сергій Середа (учасник команди КВН «Одеські манси») намагається потрапити на концерт MamaRika в барі, але на вході його затримують  — Ілля Дерменжи та Сергій Бібілов. Пізніше йому вдається потрапити до бару, де вже грає MamaRika. Під дією наркотичних речовин він починає чіплятися до відвідувачів, з однією з яких (Юлією Мотрук) спочатку зав'язує бійку, а потім починає цілуватись. Також у відео присутній епізод сварки та подальшого поцілунку одного з відвідувачів з Максимом Юрченком, вдягненим схоже до Big Boss.
Наприкінці відео показано, як Юлія Мотрук та Сергій Середа прокидаються в одному ліжку, і в цей час у двері стукає Сергій Бібілов (чоловік героїні Мотрук).

## Учасники запису
- Продюсер — Іван Клименко, Сергій Середа
- Автор Музики — MamaRika (Анастасія Кочетова)
- Автор Слів — Іван Клименко, Милий Кать
- Клавішні — А. Огневець
- Бас — Ю. Нацвлішвілі
- Духові — С. Сидоренко, Д. Єфременко, А. Каспров
- Гітара — С. Томасян
- Бек-вокали — О. Чернишова, Я. Дрюпина
- Запис та Зведення — Іван Клименко
- Мастеринг — Стас Чорний